# La Bóveda de Toro
Pour les articles homonymes, voir Bóveda.
La Bóveda de Toro est une commune espagnole de la province de Zamora dans la Communauté autonome de Castille-et-León.